# ماکیکو اسومی
ماکیکو اسومی (انگلیسی: Makiko Esumi؛ زادهٔ ۱۸ دسامبر ۱۹۶۶) یک هنرپیشه اهل ژاپن است. وی از سال ۱۹۹۵ میلادی تاکنون مشغول فعالیت بوده‌است.